# Death Force
Pour plus de détails, voir Fiche technique et Distribution.
Death Force est un film d'exploitation d'arts martiaux de 1978 réalisé par Cirio H. Santiago et écrit par Howard R. Cohen. Le film est une coproduction internationale des Philippines et des États-Unis, et met en vedette l'acteur de blaxploitation James Iglehart aux côtés de Carmen Argenziano, Leon Isaac Kennedy et Jayne Kennedy. Iglehart joue le rôle de Doug Russell, un vétéran de la guerre du Vietnam devenu contrebandier d'or, qui est laissé pour mort par ses partenaires et, après avoir été formé au maniement du sabre de samouraï par un soldat japonais, cherche à se venger de ceux qui l'ont trahi. Le véritable fils d'Iglehart, James Monroe Iglehart apparaît brièvement dans le rôle de Jimmy Russell, le jeune fils de Doug.

## Synopsis
Les soldats américains Doug Russell (James Iglehart), McGee (Leon Isaac Kennedy) et Morelli (Carmen Argenziano) servant au Vietnam vendent des lingots d'or sur le marché noir. À leur arrivée aux États-Unis, Morelli convainc McGee de trahir Russell. Croyant avoir tué Russell, Morelli et McGee commencent à prendre le contrôle du monde criminel de Los Angeles. De son côté, Russell s'échoue sur la plage d'une île du Pacifique. Il y est découvert par deux survivants, des soldats japonais qui se trouvent sur l'île depuis avant la Seconde Guerre mondiale. L'officier supérieur décide d'enseigner à Russell les techniques de combat au sabre des Samouraïs. Après s'être soigné et avoir acquis toutes les connaissances nécessaires pour vaincre ses ennemis, Russell se rend à Los Angeles. Il découvre que sa famille a disparu et que ses ennemis sont désormais responsables de tous les crimes de la ville. Russell commence à démanteler le syndicat du crime de Morelli et McGee, un membre à la fois. Une fois que Russell a pris sa revanche contre Morelli et McGee, il retrouve sa femme Maria (Jayne Kennedy) et son fils Jimmy (James Monroe Iglehart).

## Distribution
- James Iglehart : Doug Russel
- Carmen Argenziano : Morelli
- Léon Isaac Kennedy : McGee[4]
- Jayne Kennedy : Maria Russel[4]
- José Mari Avellana
- Joonee Gamboa
- James Monroe Iglehart : Jimmy Russell
- Armando Federico : Rico
- Darnell Garcia : le tueur à gages
- Vic Diaz : le Chinois

## Médias
En septembre 2013, Death Force est sorti en DVD chez Vinegar Syndrome sous la forme d'un double programme avec le film Vampire Hookers de 1978, qui a également été réalisé par Santiago. En juin 2014, Death Force est sorti en DVD et Blu-ray en Allemagne par Subkultur Entertainment.